# Jay Roach
Jay Roach (Albuquerque, Nuevo México, 14 de junio de 1958) es un productor, director y guionista de cine y televisión estadounidense. Ganador de dos Premios Emmy a la mejor dirección y al mejor telefilme. Ha dirigido y/o producido películas como Meet the Parents (2000), Austin Powers in Goldmember (2002), Meet the Fockers (2005) o Dinner for Schmucks (2010).
Roach está casado con la actriz Susanna Hoffs de The Bangles, con quien tiene dos hijos. Roach creció en la fe bautista y se convirtió al judaísmo antes de su matrimonio.

## Filmografía
- Filmografía destacada como productor.[4]

| Año  | Película                                                                            | Notas             |
| ---- | ----------------------------------------------------------------------------------- | ----------------- |
| 1990 | Zoo Radio                                                                           | También director. |
| 1997 | Austin Powers: International Man of Mystery                                         | También director. |
| 1999 | Mystery, Alaska                                                                     | También director. |
| 1999 | Austin Powers: The Spy Who Shagged Me                                               | También director. |
| 2000 | Meet the Parents                                                                    | También director. |
| 2002 | Austin Powers in Goldmember                                                         | También director. |
| 2004 | Meet the Fockers                                                                    | También director. |
| 2004 | 50 First Dates                                                                      |                   |
| 2005 | The Hitchhiker's Guide to the Galaxy                                                |                   |
| 2005 | Earth to America (TV)                                                               |                   |
| 2006 | Borat: Cultural Learnings of America for Make Benefit Glorious Nation of Kazakhstan |                   |
| 2008 | Recount (TV)                                                                        | También director. |
| 2009 | Brüno                                                                               |                   |
| 2010 | Dinner for Schmucks                                                                 | También director. |
| 2010 | Little Fockers                                                                      |                   |
| 2015 | Trumbo                                                                              |                   |
| 2015 | Sisters                                                                             |                   |
| 2016 | All the Way (TV)                                                                    | También director. |
| 2019 | El escándalo (película de 2019)                                                     | También director. |

## Premios
Emmy
| Año  | Categoría                           | Película | Resultado |
| ---- | ----------------------------------- | -------- | --------- |
| 2008 | Primetime Emmy a la mejor dirección | Recount  | Ganador   |
| 2008 | Primetime Emmy al mejor telefilme   | Recount  | Ganador   |